# Miguel Ángel Riau
Miguel Ángel Riau Ferragut (27 de enero de 1989, Lérida, España) es un futbolista retirado español. Jugaba en banda izquierda (lateral y extremo) y su último equipo fue el CE Sabadell.
En 2009 debutó con el Valencia CF en un partido amistoso ante el Al Ain en el trofeo veraniego Luis Suñer.
El 30 de junio de 2010 es fichado por tres años por el FC Cartagena, conjunto de la Segunda división. El contrato contiene una opción de recompra del Valencia CF los dos primeros años por un valor de 100.000 €. No dispuso de muchos minutos en el equipo albinegro que optaba por el play off de ascenso a Primera División y contaba con un conjunto hecho, por lo que en el mercado de invierno regresó cedido al Valencia Club de Fútbol Mestalla hasta final de temporada. 
No estaba clara su continuidad en el FC Cartagena para la temporada 2011-2012, aunque finalmente logró hacerse con un hueco en la plantilla. El jugador disputa de pocas oportunidades en una plantilla conformada para subir a Primera y que se convierte en una temporada decepcionante pues a falta de dos jornadas se consuma el descenso de la plantilla más cara en las 18 temporadas que el fútbol cartagenero disputó hasta la fecha en Segunda División (15 con el Cartagena FC y 3 con el FC Cartagena). Finaliza la campaña con un total de 6 partidos.
Para la temporada 2012/2013, y con el conjunto albinegro en la Segunda División B, el jugador permanece en la plantilla con el objetivo de volver al fútbol profesional. Con el conjunto cartagenero, termina la liga regular como subcampeón de grupo y disputa las eliminatorias de ascenso a Segunda División. Hasta la fecha lleva disputados 27 partidos (26 de Liga y 1 de Copa).
Ha sido internacional en todas las categorías inferiores de la selección española de fútbol.
En verano de 2014 firma con el CE Sabadell para volver a jugar en la Segunda División.
El 1 de julio de 2015 anuncia su retirada

## Clubes
| Club                 | País   | Año       | Partidos | Goles |
| -------------------- | ------ | --------- | -------- | ----- |
| Levante UD B         | España | 2007-2008 | 4        | 1     |
| Valencia CF Mestalla | España | 2008-2009 | 31       | 6     |
| Valencia CF Mestalla | España | 2009-2010 | 20       | 1     |
| FC Cartagena         | España | 2010-2011 | 2        | 0     |
| FC Cartagena         | España | 2011-2012 | 7        | 0     |
| FC Cartagena         | España | 2012-2013 | 27       | 2     |
| FC Cartagena         | España | 2013-2014 | 36       | 2     |
| CE Sabadell          | España | 2014-2015 |          |       |

Actualizado a 31 de julio de 2014